# Бібліометрія
Бібліоме́трія — використання математичних та статистичних методів вивчення потоків наукових документів (книг, періодичних видань, та ін.) з метою виявлення тенденцій розвитку предметних галузей, особливостей авторства і взаємного впливу публікацій. Бібліометричні зв'язки, такі як цитування, взаємне цитування і взаємні посилання, авторське співцитування і колективне авторство, забезпечують документне підтвердження комунікацій у межах наукових галузей і між ними.
Бібліометрія зародилася в 60-і роки; пов'язана вона з кількісним аналізом документальних потоків. Термін «бібліометрія» ввів в 1969 році англійський вчений Алан Прічард. Вся бібліометрія побудована на аналізі даних про публікації — бібліографічних даних.
Об'єктами вивчення при бібліометричному аналізі науки є публікації, згруповані за різними ознаками (сегменти документопотоку, мікропотоки): авторами, журналами, тематичними рубриками, країнами та ін. Можливі два підходи до квантифікації інформаційних потоків:
- перший — коли простежується динаміка досліджуваних об'єктів (публікацій, авторів, їх розподіл за країнами, рубриками наукових журналів тощо);
- другий підхід — коли виявляються зв'язки між об'єктами, їх кореляція, класифікація. Розвиток цих двох підходів до дослідження науки тісно пов'язаний з появою унікальних баз даних Інституту наукової інформації ISI (Institute for Scientific Information, Philadelphia, USA).

Бази даних ISI являють собою ідеальний полігон для бібліометричного аналізу, оскільки вони включають не тільки стандартні бібліографічні дані світового корпусу публікацій, але також і всі посилання, які є в цих публікаціях. Статистика публікацій та їх цитування дозволяє виявляти закономірності, темпи розвитку науки і відзначати несподівані «прориви». Завдяки базам даних ISI стало можливим ввести ряд кількісних критеріїв для оцінки стану науки в цілому і окремих її областей, а також оцінити внесок різних країн у загальносвітовий прогрес.